# St. Martin-Karlsbach
St. Martin-Karlsbach est une commune autrichienne du district de Melk en Basse-Autriche.